# Tine Schryvers
Pour les articles homonymes, voir Schryvers.
Tine Schryvers est une joueuse de football belge née le 11 mars 1993 à Zoersel en Belgique.

## Biographie
En Belgique, elle a joué à K.Vlimmeren Sport, au Standard Fémina de Liège et à Waasland Beveren-Sinaai Girls. En janvier 2012, elle part aux États-Unis pour poursuivre ses études et joue au soccer au Tigers de Memphis. En 2013, elle part au Tulsa Hurricane.
En 2015, elle revient en Europe et signe en janvier 2016 avec les Norvégiennes du Valerenga IF. Fin décembre 2016, elle est transférée à Kristianstads DFF en Suède. Mi-janvier 2019,retour en Belgique à AA Gand Ladies.
Elle est aussi internationale belge.

## Palmarès
- Championne de Belgique (1): 2011

### Bilan
- 1 titre